# Список юбилейных и памятных монет Украины
Список юбилейных и памятных монет Украины — список памятных и юбилейных монет, выпущенных Национальным банком Украины. Всего таких монет за время независимости Украины по состоянию на 29 мая 2013 было выпущено 555. Из них — 278 из недрагоценных металлов, 224 серебряных, 47 золотых и 6 биметаллических (из серебра и золота). Юбилейные и памятные монеты стали выпускаться Национальным банком с 1995 года. В списке приведена классификация этих монет по сериям выпуска (а серии расположены в алфавитном порядке).

## 2000-летие Рождества Христова
50 гривен — золотая монета выпуска 1999 и 2000 годов.
10 гривен — серебряная монета выпуска 1999 и 2000 годов.
5 гривен — нейзильберная монета выпуска 1999 и 2000 годов.

## Античные памятники Украины
Боспорское царство — золото, 100 гривен, 2010.
Херсонес Таврический — золото, 100 гривен, 2009.

## Возрождение украинской государственности
Независимость — серебро, 2 000 000 карбованцев, 1996.
Монеты Украины — нейзильбер, 2 гривны, 1996.
Первая годовщина Конституции Украины — мельхиор, 2 гривны, 1997.
80-летие боя под Крутами — нейзильбер, 2 гривны, 1998.
80 лет провозглашения независимости УНР — нейзильбер, 2 гривны, 1998.
80 лет провозглашенния соборности Украины — нейзильбер, 2 гривны, 1999.
10-летие Национального банка Украины серебро, 10 гривен, 2001, нейзильбер, 5 гривен, 2001.
5 лет Конституции Украины — нейзильбер, 2 гривны, 2001.
10 лет независимости Украины серебро, 20 гривен, 2001. золото, 10 гривен, 2001, нейзильбер, 5 гривен, 2001.
10-летие Вооружённых Сил Украины — биметалл: мельхиор-нордик, 5 гривен, 2001.
Государственный Гимн Украины — серебро, 10 гривен, 2005.
10 лет Конституции Украины серебро, 10 гривен, 2006, нейзильбер, 5 гривен, 2006.
15 лет независимости Украины серебро, 20 гривен, 2006, нейзильбер, 5 гривен, 2006.
10 лет возрождения денежной единицы Украины — гривны серебро, 100 гривен, 2006, нейзильбер, 5 гривен, 2006.
90-летие создания первого Правительства Украины — нейзильбер, 2 гривны, 2007.
90 лет создания Западно-Украинской Народной Республики — нейзильбер, 2 гривны, 2008.
70 лет провозглашения Карпатской Украины — серебро, 20 гривен, 2009, нейзильбер, 2 гривны, 2009.
300-летие Конституции Филиппа Орлика — серебро, 10 гривен, 2010.
20-летие принятия Декларации о государственном суверенитете Украины — нейзильбер, 2 гривны, 2010.
15 лет Конституции Украины — нейзильбер, 5 гривен, 2011.
20 лет независимости Украины — золото, 100 гривен, 2011, серебро, 50 гривен, 2011, нейзильбер, 5 гривен, 2011.
20 лет Конституции Украины — серебро, 5 гривен, 2016, нейзильбер, 2 гривны, 2016.
Казацкая держава — нейзильбер, 5 гривен, 2016.
Киевская Русь — нейзильбер, 5 гривен, 2016.
Галицкое королевство — нейзильбер, 5 гривен, 2016.
25 лет независимости Украины — золото, 250 гривен, 2016, серебро, 20 гривен, 2016, нейзильбер, 5 гривен, 2016.
К 100-летию событий Украинской революции 1917—1921 годов — нейзильбер, 5 гривен, 2017.

## Возрождение христианской духовности на Украине
Храмовый комплекс в с. Буки — серебро, 10 гривен, 2008.
Духовный христианский центр — Зарваница — серебро, 10 гривен, 2010.

## Восточный календарь
Год Собаки — серебро, 5 гривен, 2006.
Год Свиньи (Кабана). — серебро, 5 гривен, 2007.
Год Крысы — серебро, 5 гривен, 2008.
Год Быка — серебро, 5 гривен, 2009.
Год Тигра — серебро, 5 гривен, 2010.
Год Кота (Кролика, Зайца). — серебро, 5 гривен, 2011.
Год Дракона — серебро, 5 гривен, 2011.
Год Змеи — серебро, 5 гривен, 2012.
Год Коня — серебро, 5 гривен, 2013.
Год Козы — серебро, 5 гривен, 2014.
Год Обезьяны — серебро, 5 гривен, 2015.
Год Петуха — серебро, 5 гривен, 2016.

## Выдающиеся личности Украины

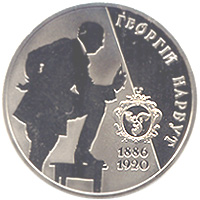

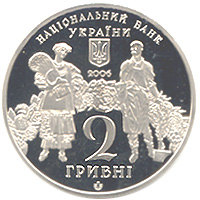

- 200 лет Владимиру Далю — нейзильбер, 2 гривны, 2001
- Александр Богомолец — серебро, 5 гривен, 2011
- Александр Довженко — нейзильбер, 2 гривны, 2004
- Александр Корнейчук — нейзильбер, 2 гривны, 2005
- Александр Ляпунов — нейзильбер, 2 гривны, 2007
- Алексей Алчевский — нейзильбер, 2 гривны, 2005
- Анатолий Соловьяненко — нейзильбер, 2 гривны, 1999
- Андрей Ливицкий — нейзильбер, 2 гривны, 2009
- Андрей Малышко — нейзильбер, 2 гривны, 2003
- Богдан Хмельницкий:

серебро, 1 000 000 карбованцев, 1996
мельхиор, 200 000 карбованцев, 1995
- Богдан-Игорь Антонич — нейзильбер, 2 гривны, 2009
- Борис Гмыря — нейзильбер, 2 гривны, 2003
- Борис Лятошинский — нейзильбер, 2 гривны, 2005
- Борис Мартос — нейзильбер, 2 гривны, 2009
- Василий Симоненко — нейзильбер, 2 гривны, 2008
- Василий Сухомлинский — нейзильбер, 2 гривны, 2003
- Василь Стус — нейзильбер, 2 гривны, 2008
- Викентий Хвойка — нейзильбер, 2 гривны, 2000
- Владимир Вернадский — серебро, 5 гривен, 2013
- Владимир Вернадский — нейзильбер, 2 гривны, 2003
- Владимир Винниченко — нейзильбер, 2 гривны, 2005
- Владимир Ивасюк — нейзильбер, 2 гривны, 2009
- Владимир Короленко — нейзильбер, 2 гривны, 2003
- Владимир Сосюра — нейзильбер, 2 гривны, 1998
- Владимир Филатов — нейзильбер, 2 гривны, 2005
- Владимир Чеховский — нейзильбер, 2 гривны, 2006
- Всеволод Голубович — нейзильбер, 2 гривны, 2005
- Вячеслав Прокопович — нейзильбер, 2 гривны, 2006
- Вячеслав Черновол — нейзильбер, 2 гривны, 2003
- Георгий Береговой — серебро, 5 гривен, 2011
- Георгий Вороной — нейзильбер, 2 гривны, 2008
- Георгий Нарбут — нейзильбер, 2 гривны, 2006
- Григорий Квитка-Основьяненко — нейзильбер, 2 гривны, 2008
- Григорий Сковорода — серебро, 1 000 000 карбованцев, 1996
- Дмитрий Луценко — серебро, 5 гривен, 2006
- Дмитрий Луценко — нейзильбер, 2 гривны, 2006
- Дмитрий Яворницкий — нейзильбер, 2 гривны, 2005
- Евгений Гребёнка — серебро, 5 гривен, 2012
- Евгений Патон — серебро, 5 гривен, 2010
- Евгений Петрушевич — нейзильбер, 2 гривны, 2008
- Екатерина Билокур — нейзильбер, 2 гривны, 2000
- Иван Багряный — нейзильбер, 2 гривны, 2007
- Иван Кожедуб — нейзильбер, 2 гривны, 2010
- Иван Козловский — нейзильбер, 2 гривны, 2000
- Иван Котляревский — серебро, 5 гривен, 2009
- Иван Огиенко — нейзильбер, 2 гривны, 2007
- Иван Пулюй — серебро, 5 гривен, 2010
- Иван Федоров — серебро, 5 гривен, 2010
- Иван Франко

серебро, 5 гривен, 2006
нейзильбер, 2 гривны, 2006
- Игорь Сикорский — нейзильбер, 2 гривны, 2009
- Илья Мечников — нейзильбер, 2 гривны, 2005
- Иоанн Георг Пинзель — серебро, 5 гривен, 2010
- Лесь Курбас — нейзильбер, 2 гривны, 2007
- Леся Украинка

серебро, 1 000 000 карбованцев, 1996
мельхиор, 200 000 карбованцев, 1996
- Максим Рыльский — нейзильбер, 2 гривны, 2005
- Мария Заньковецкая — нейзильбер, 2 гривны, 2004
- Мария Примаченко — серебро, 5 гривен, 2008
- Михаил Грушевский

серебро, 1 000 000 карбованцев, 1996
мельхиор, 200 000 карбованцев, 1996
серебро, 5 гривен, 2006
- Михаил Дерегус — нейзильбер, 2 гривны, 2004
- Михаил Драгоманов — нейзильбер, 2 гривны, 2001
- Михаил Коцюбинский — нейзильбер, 2 гривны, 2004
- Наталья Ужвий — нейзильбер, 2 гривны, 2008
- Микола Бажан- нейзильбер, 2 гривны, 2004
- Николай Боголюбов — нейзильбер, 2 гривны, 2009
- Николай Василенко — нейзильбер, 2 гривны, 2006
- Николай Лысенко — нейзильбер, 2 гривны, 2002
- Николай Пирогов — серебро, 5 гривен, 2010
- Николай Стражеско — нейзильбер, 2 гривны, 2006
- Оксана Петрусенко — серебро, 5 гривен, 2010
- Олег Антонов — нейзильбер, 2 гривны, 2006
- Олег Ольжич — нейзильбер, 2 гривны, 2007
- Олекса Новаковский — серебро, 5 гривен, 2012
- Олена Телига — нейзильбер, 2 гривны, 2007
- Олесь Гончар — нейзильбер, 2 гривны, 2000
- Остап Вересай — нейзильбер, 2 гривны, 2003
- Павел Вирский — нейзильбер, 2 гривны, 2005
- Павел Скоропадский — нейзильбер, 2 гривны, 2023
- Павел Тычина — серебро, 5 гривен, 2011
- Павел Чубинский — нейзильбер, 2 гривны, 2009
- Панас Мирный — нейзильбер, 2 гривны, 1999
- Пётр Григоренко — нейзильбер, 2 гривны, 2007
- Пётр Могила — серебро, 10 гривен, 1996
- Сергей Всехсвятский — нейзильбер, 2 гривны, 2005
- Сергей Королев — нейзильбер, 2 гривны, 2007
- Сергей Остапенко — нейзильбер, 2 гривны, 2006
- Серж Лыфарь — нейзильбер, 2 гривны, 2004
- Сидор Голубович — нейзильбер, 2 гривны, 2008
- Сидор Ковпак — нейзильбер, 2 гривны, 2012
- Соломея Крушельницкая — мельхиор, 2 гривны, 1997
- Тарас Шевченко — золото, 200 гривен, 1997
- Улас Самчук — нейзильбер, 2 гривны, 2005
- Чайка Днипрова — серебро, 5 гривен, 2011
- Шолом-Алейхем — серебро, 5 гривен, 2009
- Юрий Кондратюк — мельхиор, 2 гривны, 1997
- Юрий Федькович — нейзильбер, 2 гривны, 2004

## Высшие учебные заведения Украины
- 100 лет Киевскому национальному экономическому университету

серебро, 5 гривен, 2006.
нейзильбер, 2 гривны, 2006.
- 100 лет Киевскому политехническому институту — нейзильбер, 2 гривны, 1998.
- 100-летие Национальной горной академии Украины — нейзильбер, 2 гривны, 1999.
- 125 лет Национальному техническому университету «Харьковский политехнический институт»

серебро, 5 гривен, 2010.
нейзильбер, 2 гривны, 2010.
- 125 лет Черновицкому государственному университету — нейзильбер, 2 гривны, 2000.
- 165 лет Национальному университету «Львовская политехника»

серебро, 5 гривен, 2010.
нейзильбер, 2 гривны, 2010.
- 170 лет Киевскому национальному университету

серебро, 5 гривен, 2004.
нейзильбер, 2 гривны, 2004.
180 лет Киевскому национальному университету
серебро, 5 гривен, 2014.
нейзильбер, 2 гривны, 2014.
- 200 лет Харьковскому национальному университету им. В. Н. Каразина

серебро, 5 гривен, 2004.
нейзильбер, 2 гривны, 2004.
- 225 лет Львовскому национальному медицинскому университету — серебро, 5 гривен, 2009.
- 350 лет Львовскому национальному университету имени Ивана Франко

серебро, 5 гривен, 2011.
нейзильбер, 2 гривны, 2011.
- 75 лет Харьковскому национальному аэрокосмическому университету им. М. Е. Жуковского — нейзильбер, 2 гривны, 2005.
- Национальная юридическая академия Украины имени Ярослава Мудрого — нейзильбер, 2 гривны, 2004.
- Острожская академия — нейзильбер, 5 гривен, 2001.
- Харьковский национальный экономический университет — нейзильбер, 2 гривны, 2006.

## Героям Майдана
В 2015 году выпущено 3 монеты из нейзильбера номиналом в 5 гривен: Революция достоинства, Евромайдан, Небесная сотня.

## Гетманские столицы
В серии выпущено три монеты номиналом в 10 гривен:
- Батурин — серебро, 2005,
- Чигирин — серебро, 2006,
- Глухов — серебро, 2008.

## Города-герои Украины
- Город-герой Керчь — мельхиор, 200 000 карбованцев, 1995.
- Город-герой Киев — мельхиор, 200 000 карбованцев, 1995.
- Город-герой Одесса — мельхиор, 200 000 карбованцев, 1995.
- Город-герой Севастополь — мельхиор, 200 000 карбованцев, 1995.

## Древние города Украины

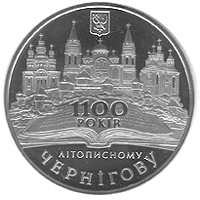
1100 лет летописному Чернигову

- 1000 лет Хотину — нейзильбер, 5 гривен, 2002.
- 1100 лет г. Переяслав-Хмельницький — нейзильбер, 5 гривен, 2007.
- 1100 лет Полтаве — нейзильбер, 5 гривен, 2001.
- 1100-летие летописного Чернигова — нейзильбер, 5 гривен, 2007.
- 1300 лет г. Коростень — нейзильбер, 5 гривен, 2005.
- 1800 лет г. Судаку

серебро, 10 гривен, 2012.
нейзильбер, 5 гривен, 2012.
- 220 лет г. Николаеву — нейзильбер, 5 гривен, 2009.
- 225 лет г. Севастополю — серебро, 10 гривен, 2008.
- 225 лет г. Симферополю — нейзильбер, 5 гривен, 2009.
- 250 лет Кировограду — нейзильбер, 5 гривен, 2004.
- 2500 лет Балаклаве — нейзильбер, 5 гривен, 2004.
- 2500 лет Евпатории — нейзильбер, 5 гривен, 2003.
- 2600-летие города Керчь — нейзильбер, 5 гривен, 2000.
- 350 лет г. Ивано-Франковску — серебро, 10 гривен, 2012.
- 350 лет г. Ивано-Франковску — нейзильбер, 5 гривен, 2012.
- 350 лет г. Сумы — нейзильбер, 5 гривен, 2005.
- 350 лет Харькову — нейзильбер, 5 гривен, 2004.
- 400 лет Кролевцу — нейзильбер, 5 гривен, 2001.
- 500 лет г. Чигирину — нейзильбер, 5 гривен, 2012.
- 600 лет г. Черновцы — нейзильбер, 5 гривен, 2008.
- 725 лет г. Ровно — нейзильбер, 5 гривен, 2008.
- 750 лет г. Львов — нейзильбер, 5 гривен, 2006.
- 800 лет г. Збараж — нейзильбер, 5 гривен, 2011.
- 850 лет г. Снятин — нейзильбер, 5 гривен, 2008.
- 900 лет Новгород-Северскому княжеству — нейзильбер, 5 гривен, 1999.
- 925 лет г. Луцку — нейзильбер, 5 гривен, 2010.
- 975 лет г. Богуслав — нейзильбер, 5 гривен, 2008.
- Белгород-Днестровский — нейзильбер, 5 гривен, 2000.
- Город Ромны (Ромен. — 1100 лет) — нейзильбер, 5 гривен, 2002.

## Духовные сокровища Украины
- 10 лет внесению в реестр всемирного наследия ЮНЕСКО исторического центра города Львова — серебро, 10 гривен, 2008.
- 1000-летие Лядовского скального монастыря — серебро, 20 гривен, 2013.
- 1000-летие основания Софийского собора — серебро, 50 гривен, 2011.
- 500-летие Магдебургского права Киева

серебро, 10 гривен, 1999.
нейзильбер, 5 гривен, 1999.
- Десятинная церковь

серебро, 20 гривен, 1996.
мельхиор, 2 гривны, 1996.
- Киево-Печерская Лавра — золото, 200 гривен, 1997.
- Киевский псалтырь — золото, 100 гривен, 1998.
- Михайловский золотоверхий собор

золото, 100 гривен, 1998.
серебро, 10 гривен, 1998.
нейзильбер, 5 гривен, 1998.
- Не умирает душа наша, не умирает воля (посвящена Т. Г. Шевченко). — серебро, 20 гривен, 2004.
- Нестор-летописец — золото, 50 гривен, 2006.
- Оранта

золото, 500 гривен, 1997.
золото, 250 гривен, 1997.
золото, 125 гривен, 1997.
золото, 50 гривен, 1997.
- Острожская Библия — золото, 100 гривен, 2007.
- Пектораль — золото, 100 гривен, 2003.
- Пересопницкое Евангелие — серебро, 20 гривен, 2011.
- Спасский собор в Чернигове — серебро, 20 гривен, 1997.
- Успенский собор Киево-Печерской лавры

золото, 100 гривен, 1998.
серебро, 10 гривен, 1998.
нейзильбер, 5 гривен, 1998.
- Энеида — золото, 100 гривен, 1998.

## Знаки зодиака
- Близнецы

серебро, 5 гривен, 2006.
золото, 2 гривны, 2006.
- Весы

серебро, 5 гривен, 2008.
золото, 2 гривны, 2008.
- Водолей

серебро, 5 гривен, 2007.
золото, 2 гривны, 2007.
- Дева

серебро, 5 гривен, 2008.
золото, 2 гривны, 2008.
- Козерог

серебро, 5 гривен, 2007.
золото, 2 гривны, 2007.
- Лев

серебро, 5 гривен, 2008.
золото, 2 гривны, 2008.
- Овен

серебро, 5 гривен, 2006.
золото, 2 гривны, 2006.
- Рак

серебро, 5 гривен, 2008.
золото, 2 гривны, 2008.
- Рыбы

серебро, 5 гривен, 2007.
золото, 2 гривны, 2007.
- Скорпион

серебро, 5 гривен, 2007.
золото, 2 гривны, 2007.
- Стрелец

серебро, 5 гривен, 2007.
золото, 2 гривны, 2007.
- Телец

серебро, 5 гривен, 2006.
золото, 2 гривны, 2006.

## Знаменитые роды Украины
- Семейство Галаганов — серебро, 10 гривен, 2009.
- Семейство Григоровичей-Барских — серебро, 10 гривен, 2011.
- Семейство Острожских — серебро, 10 гривен, 2004.
- Семейство Симиренко — серебро, 10 гривен, 2005.
- Семейство Тарновских — серебро, 10 гривен, 2010.
- Семейство Терещенко — серебро, 10 гривен, 2008.

## Княжеская Украина
- Аскольд — серебро, 10 гривен, 1999.
- Владимир Великий — серебро, 10 гривен, 2000.
- Владимир Мономах — серебро, 10 гривен, 2002.
- Даниил Галицкий — серебро, 10 гривен, 1998.
- Кий — серебро, 10 гривен, 1998.
- Ольга — серебро, 10 гривен, 2000.
- Святослав — серебро, 10 гривен, 2002.
- Ярослав Мудрый — серебро, 10 гривен, 2001.

## Морская история Украины
- Античное судоходство

серебро, 10 гривен, 2012.
нейзильбер, 5 гривен, 2012.
- Казацкая лодка

серебро, 20 гривен, 2010.
нейзильбер, 5 гривен, 2010.

## Народные музыкальные инструменты
| Название монеты | Номинал | Металл   | Диаметр, мм | Тираж, шт. | Качество чеканки | Аверс | Реверс | Дата ввода в обращение |
| --------------- | ------- | -------- | ----------- | ---------- | ---------------- | ----- | ------ | ---------------------- |
| Бандура         | 5       | биметалл | 28          | 30000      | обычное          |       |        | 23.12.2003             |
| Лира            | 5       | биметалл | 28          | 30000      | обычное          |       |        | 21.12.2004             |
| Цимбалы         | 5       | биметалл | 28          | 100000     | специальный UNC  |       |        | 22.12.2006             |
| Бугай           | 5       | биметалл | 28          | 50000      | специальный UNC  |       |        | 07.11.2007             |

## Народные промыслы и ремесла
- Бокораш

серебро, 10 гривен, 2009.
нейзильбер, 5 гривен, 2009.
- Гончар

серебро, 10 гривен, 2010.
нейзильбер, 5 гривен, 2010.
- Гутник (Стеклодув)

серебро, 10 гривен, 2012.
нейзильбер, 5 гривен, 2012.
- Кузнец

серебро, 10 гривен, 2011.
нейзильбер, 5 гривен, 2011.
- Скорняк

серебро, 10 гривен, 2012.
нейзильбер, 5 гривен, 2012.
- Стельмах

серебро, 10 гривен, 2009.
нейзильбер, 5 гривен, 2009.
- Ткачиха

серебро, 10 гривен, 2010.
нейзильбер, 5 гривен, 2010.

## Наименьшая золотая монета
Монеты из серии «Наименьшая золотая монета». Всего было выпущено 11 золотых монет, номиналом в 2 гривны и весом в 1,24 грамма. тираж (каждой из монет) — 10 000:
1. «Саламандра» — посвящённая саламандре огненной. Введена в оборот 8 декабря 2003.
2. «Скифское золото. Богиня Апи» — посвящённая пластине-аппликации IV столетия до нашей эры с изображением богини Апи — праматери скифов. Была введена в оборот 22 февраля 2005.
3. «Ёж» — посвящённая одноимённому животному. Введена в оборот 14 апреля 2006.
4. «Черепаха» — посвящённая черепахе. Была введена в оборот 29 апреля 2009.
5. «Скифское золото. Кабан» — посвящённая образцу ювелирного искусства степной Скифии — золотой фигурке кабана (конец IV века до наше эры) из кургана Хомина Могила возле села Нагорное Днепропетровской области. Была введена в оборот 24 декабря 2009.
6. «Пчела» — посвящённая пчеле. Монета вошла в оборот 25 марта 2010 года. Автор эскизов и моделей — Владимир Демьяненко.
7. «Аист» — введена в оборот 1 марта 2010.
8. «Калина красная» — посвящённая одноимённой ягоде. Была введена в оборот 24 марта 2010. Относится к серии «Наименьшая золотая монета».
9. «Байбак» — посвящённая грызуну, который живёт в степи в норах и впадает с осени до весны в спячку. Была введена в оборот 1 марта 2010.
10. «Скифское золото. Олень», посвящённая образцу ювелирного искусства Скифии — золотой пластине с изображением оленя (VII—VI вв. до н. э.) из кургана у села Синявки Черкасской области. Была введена в оборот 30 июня 2011. Автор эскизов и моделей — Борис Груденко, авторы моделей — Владимир Демьяненко и Святослав Иваненко.
11. «Мальва» — золотая памятная монета, посвящённая цветку мальва. Была введена в оборот 31 мая 2012. Автор эскизов и моделей — Владимир Демьяненко.

| №  | Название                     | Номинал, грн. | Материал | Тираж, штук | Вес, г. | Дата выпуска | Аверс | Реверс |
| -- | ---------------------------- | ------------- | -------- | ----------- | ------- | ------------ | ----- | ------ |
| 01 | «Саламандра»                 | 2             | Золото   | 10 000      | 1,24    | 8.12.2003    |       |        |
| 02 | «Ёж»                         | 2             | Золото   | 10 000      | 1,24    | 14.4.2006    |       |        |
| 03 | Скифское золото (богиня Апи) | 2             | Золото   | 10 000      | 1,24    | 22.02.2008   |       |        |
| 04 | «Черепаха»                   | 2             | Золото   | 10 000      | 1,24    | 29.04.2009   |       |        |
| 05 | «Скифское золото. Кабан»     | 2             | Золото   | 10 000      | 1,24    | 24.12.2009   |       |        |
| 06 | «Пчела»                      | 2             | Золото   | 10 000      | 1,24    | 25.03.2010   |       |        |
| 07 | «Аист»                       | 2             | Золото   | 10 000      | 1,24    | 01.03.2010   |       |        |
| 08 | «Калина красная»             | 2             | Золото   | 10 000      | 1,24    | 24.09.2010   |       |        |
| 09 | «Байбак»                     | 2             | Золото   | 10 000      | 1,24    | 01.03.2010   |       |        |
| 10 | «Скифское золото. Олень»     | 2             | Золото   | 10 000      | 1,24    | 30.06.2011   |       |        |
| 11 | «Мальва»                     | 2             | Золото   | 10 000      | 1,24    | 31.05.2012   |       |        |

## На рубеже тысячелетий
- 5 гривен мельхиор/нордик 2000
- 5 гривен мельхиор/нордик 2001

## Области Украины
- 75 лет создания Донецкой области — введена в обращение 6 июля 2007 года. Номинал монеты 2 гривны. Монета выпущена тиражом 35 тысяч экземпляров.
- 70 лет создания Запорожской области — нейзильбер, 2 гривны, 2009.
- 75 лет Житомирской области — мельхиор-нордик, 5 гривен, 2012.
- 75 лет Луганской области — мельхиор-нордик, 5 гривен, 2013.
- 75 лет Николаевской области — мельхиор-нордик, 5 гривен, 2012.
- 80 лет Донецкой области — серебро, 10 гривен, 2012.

| № | Название                            | Номинал, грн. | Материал        | Тираж, штук | Вес, г. | Дата выпуска | Аверс | Реверс |
| - | ----------------------------------- | ------------- | --------------- | ----------- | ------- | ------------ | ----- | ------ |
| 1 | 75 лет создания Донецкой области    | 2             | нейзильбер      | 35 000      | .       | 6.07.2007    |       |        |
| 2 | 70 лет создания Запорожской области | 2             | нейзильбер      | .           | .       | 2009         |       |        |
| 3 | 75 лет Житомирской области          | 5             | мельхиор-нордик | .           | .       | 2012         |       |        |
| 4 | 75 лет Луганской области            | 5             | мельхиор-нордик | .           | .       | 2013         |       |        |
| 5 | 75 лет Николаевской области         | 5             | мельхиор-нордик | .           | .       | 2012         |       |        |
| 6 | 80 лет Донецкой области             | 10            | серебро         | .           | .       | 2012         |       |        |

## Обрядовые праздники Украины
- Благовещение

серебро, 10 гривен, 2008.
нейзильбер, 5 гривен, 2008.
- Крещение

серебро, 10 гривен, 2006.
нейзильбер, 5 гривен, 2006.
- Покров

серебро, 10 гривен, 2005.
нейзильбер, 5 гривен, 2005.
- Праздник Воскресения

серебро, 10 гривен, 2003.
нейзильбер, 5 гривен, 2003.
- Праздник Рождества Христового на Украине

серебро, 10 гривен, 2002.
нейзильбер, 5 гривен, 2002.
- Праздник Троицы

серебро, 10 гривен, 2004.
нейзильбер, 5 гривен, 2004.
- Спас

серебро, 10 гривен, 2010.
нейзильбер, 5 гривен, 2010.

## Памятники архитектуры Украины
- 120 лет Одесскому государственному академическому театру оперы и балета

серебро, 10 гривен, 2007.
нейзильбер, 5 гривен, 2007.
- Андреевская церковь

серебро, 10 гривен, 2011.
нейзильбер, 5 гривен, 2011.
- Генуэзская крепость в городе Судак — серебро, 10 гривен, 2003.
- Дом с химерами

серебро, 10 гривен, 2013.
нейзильбер, 5 гривен, 2013.
- Елецкий Свято-Успенский монастырь

серебро, 10 гривен, 2012.
нейзильбер, 5 гривен, 2012.
- Зимненский Святогорский Успенский монастырь — серебро, 20 гривен, 2010.
- Золотые ворота — золото, 100 гривен, 2004.
- Кирилловская церковь

серебро, 10 гривен, 2006.
нейзильбер, 5 гривен, 2006.
- Ласточкино гнездо

золото, 50 гривен, 2008.
серебро, 10 гривен, 2008.
- Ливадийский дворец — серебро, 10 гривен, 2003.
- Монастырь Сурб Хач — серебро, 10 гривен, 2009.
- Почаевская лавра — серебро, 10 гривен, 2003.
- Свято-Успенская Святогорская лавра

серебро, 10 гривен, 2005.
нейзильбер, 5 гривен, 2005.
- Синагога в Жолкве

серебро, 10 гривен, 2012.
нейзильбер, 5 гривен, 2012.
- Собор Рождества Богородицы в Козельце — серебро, 10 гривен, 2002.
- Собор святого Юра — серебро, 10 гривен, 2004.
- Ханский дворец в Бахчисарае — серебро, 10 гривен, 2001.
- Церковь Святого Духа в Рогатине — серебро, 10 гривен, 2009.
- 700 лет мечети хана Узбека и медресе

серебро, 10 гривен, 2014.
нейзильбер, 5 гривен, 2014.

## Памятники древних культур Украины
- Киевская Русь — серебро-золото, 20 гривен, 2001.
- Ольвия — серебро-золото, 20 гривен, 2000.
- Палеолит — серебро-золото, 20 гривен, 2000.
- Скифия — серебро-золото, 20 гривен, 2001.
- Триполье — серебро-золото, 20 гривен, 2000.

| № | Название      | Номинал, руб / грн. | Материал       | Тираж, штук | Масса, гр. | Дата выпуска | Аверс | Реверс |
| - | ------------- | ------------------- | -------------- | ----------- | ---------- | ------------ | ----- | ------ |
| 1 | Киевская Русь | 20                  | серебро-золото | 2 000       | 14,7       | 25.12.01     |       |        |
| 2 | Палеолит      | 20                  | серебро-золото | 3 000       | 14,7       | 20.12.00     | нет   | нет    |
| 3 | Триполье      | 20                  | серебро-золото | 3 000       | 14,7       | 20.12.00     |       |        |
| 4 | Ольвия        | 20                  | серебро-золото | 3 000       | 14,7       | 26.12.00     |       |        |
| 5 | Скифия        | 20                  | серебро-золото | 2 000       | 14,7       | 30.10.01     |       |        |

## Победа в Великой Отечественной войне
- Победа в Великой Отечественной войне 1941—1945 гг. — мельхиор, 200 000 карбованцев, 1995;
- 55 лет освобождения Украины от фашистских захватчиков — нейзильбер, 2 гривны, 1999;
- 55 лет победы в Великой Отечественной войне 1941—1945 гг.:
  - нейзильбер, 2 гривны, 2000;
  - серебро, 10 гривен, 2000;
- 60 лет освобождения Киева от фашистских захватчиков:
  - нейзильбер, 5 гривен, 2003;
  - серебро, 20 гривен, 2003;
- 60 лет Победы в Великой Отечественной войне 1941—1945 годов — серебро, 20 гривен, 2005;
- Освобождение Харькова от фашистских захватчиков:
  - нейзильбер, 5 гривен, 2013;
  - серебро, 10 гривен, 2013;
- Освобождение Донбасса от фашистских захватчиков:
  - нейзильбер, 5 гривен, 2013;
  - серебро, 10 гривен, 2013;
- Прорыв советскими войсками немецкой линии обороны «Вотан» и освобождение Мелитополя — нейзильбер, 5 гривен, 2013;
- Битва за Днепр (к 70-летию освобождения Киева от фашистских захватчиков):
  - нейзильбер, 5 гривен, 2013;
  - серебро, 50 гривен, 2013;
- Освобождение Никополя от фашистских захватчиков — нейзильбер, 5 гривен, 2014;
- Корсунь-Шевченковская битва (к 70-летию освобождения Украины от фашистских захватчиков):
  - нейзильбер, 5 гривен, 2014;
  - серебро, 20 гривен, 2014;
- 70 лет освобождения Украины от фашистских захватчиков:
  - нейзильбер, 5 гривен, 2014;
  - серебро, 20 гривен, 2014.

## Самолёты Украины

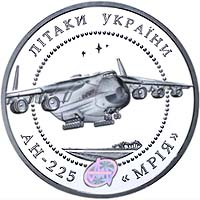

- Самолёт АН-124 «Руслан»

серебро, 20 гривен, 2005.
нейзильбер, 5 гривен, 2005.
- Самолёт Ан-140

серебро, 10 гривен, 2004.
нейзильбер, 5 гривен, 2004.
- Самолёт Ан-2

серебро, 10 гривен, 2003.
нейзильбер, 5 гривен, 2003.
- Самолёт АН-225 «Мрия»

серебро, 20 гривен, 2002.
нейзильбер, 5 гривен, 2002.
| №  | Название                | Номинал, грн. | Материал | Тираж, штук | Вес, г. | Диаметр, мм | Дата выпуска | Аверс | Реверс |
| -- | ----------------------- | ------------- | -------- | ----------- | ------- | ----------- | ------------ | ----- | ------ |
| 01 | Самолёт АН-124 «Руслан» | 20            | серебро  | 5000        | 62.2    | 50          | 2005         |       |        |

## Спорт
- 100-летие Олимпийских игр современности

серебро, 2 000 000 карбованцев, 1996.
мельхиор, 200 000 карбованцев, 1996.
- 100-летие украинского хоккея с шайбой — нейзильбер, 2 гривны, 2010.
- XXI зимние Олимпийские игры — серебро, 10 гривен, 2010.
- Биатлон — серебро, 10 гривен, 1998.
- Бокс

серебро, 10 гривен, 2003.
нейзильбер, 2 гривны, 2003.
- Зимние Олимпийские игры 2006 — серебро, 10 гривен, 2006.
- Игры XXVIII Олимпиады — серебро, 20 гривен, 2004.

Монеты «Игры ХХХ Олимпиады»:
- Монета номиналом 2 гривны — из нейзильбера, тираж — 30 000 штук. Художники: Атаманчук Владимир, Таран Владимир, Харук Александр, Харук Сергей. Скульпторы: Демьяненко Анатолий, Демьяненко Владимир.
- Монета номиналом 10 гривен — из серебра, тираж — 5000 штук. Художники: Атаманчук Владимир, Таран Владимир, Харук Александр, Харук Сергей. Скульпторы: Демьяненко Анатолий, Демьяненко Владимир.

| №  | Название           | Номинал, грн. | Материал   | Тираж, штук | Вес, г | Диаметр, мм | Дата выпуска | Аверс | Реверс |
| -- | ------------------ | ------------- | ---------- | ----------- | ------ | ----------- | ------------ | ----- | ------ |
| 01 | Игры ХХХ Олимпиады | 2             | нейзильбер | 30 000      | 12,8   | 31          | ?            |       |        |
| 02 | Игры ХХХ Олимпиады | 10            | серебро    | 5000        | 31,1   | 38,6        | ?            |       |        |

- Конькобежный спорт

серебро, 10 гривен, 2002.
нейзильбер, 2 гривны, 2002.
- Лыжи — серебро, 10 гривен, 1998.
- Паралимпийские игры — нейзильбер, 2 гривны, 2012.
- Параллельные брусья (Сидней-2000)

серебро, 10 гривен, 1999.
нейзильбер, 2 гривны, 2000.
- Парусный спорт (Сидней-2000) — нейзильбер, 2 гривны, 2000.
- Первое участие в летних Олимпийских играх

серебро, 2 000 000 карбованцев, 1996.
мельхиор, 200 000 карбованцев, 1996.
- Плавание

серебро, 10 гривен, 2002.
нейзильбер, 2 гривны, 2002.
- Спортивное ориентирование — нейзильбер, 2 гривны, 2007.
- Танцы на льду

серебро, 10 гривен, 2001.
нейзильбер, 2 гривны, 2001.
- Тройной прыжок (Сидней-2000)

серебро, 10 гривен, 1999.
нейзильбер, 2 гривны, 2000.
- УЕФА. Евро 2012. Украина-Польша — серебро, 10 гривен, 2012.
- Фигурное катание — серебро, 10 гривен, 1998.
- Финальный турнир чемпионата Европы по футболу 2012

золото, 500 гривен, 2011.
серебро, 20 гривен, 2011.
нейзильбер, 5 гривен, 2011.
- Финальный турнир чемпионата Европы по футболу 2012. Город Донецк

серебро, 10 гривен, 2011.
нейзильбер, 5 гривен, 2011.
- Финальный турнир чемпионата Европы по футболу 2012. Город Киев

серебро, 10 гривен, 2011.
нейзильбер, 5 гривен, 2011.
- Финальный турнир чемпионата Европы по футболу 2012. Город Львов

серебро, 10 гривен, 2011.
нейзильбер, 5 гривен, 2011.
- Финальный турнир чемпионата Европы по футболу 2012. Город Харьков

серебро, 10 гривен, 2011.
нейзильбер, 5 гривен, 2011.
- Хоккей

серебро, 10 гривен, 2001.
нейзильбер, 2 гривны, 2001.
- Художественная гимнастика (Сидней-2000) — нейзильбер, 2 гривны, 2000.
- Чемпионат мира по футболу (2006)

серебро, 10 гривен, 2004.
нейзильбер, 2 гривны, 2004.
- Юношеский чемпионат мира по лёгкой атлетике — нейзильбер, 2 гривны, 2013.

## Флора и фауна

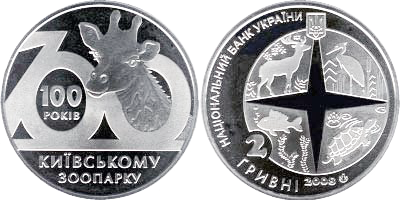

- 100 лет Киевскому зоопарку — нейзильбер, 2 гривны, 2008.
- 100 лет Николаевскому зоопарку — нейзильбер, 2 гривны, 2001.
- 100-летие биосферного заповедника «Аскания-Нова»

серебро, 10 гривен, 1998.
нейзильбер, 2 гривны, 1998.
нейзильбер, 2 гривны, 1998.
- 175 лет государственному дендрологическому парку «Тростянец» — нейзильбер, 5 гривен, 2008.
- Азовка

серебро, 10 гривен, 2004.
нейзильбер, 2 гривны, 2004.
- Гриф чёрный

серебро, 10 гривен, 2008.
нейзильбер, 2 гривны, 2008.
- Дрофа

серебро, 10 гривен, 2013.
нейзильбер, 2 гривны, 2013.
- Зубр

серебро, 10 гривен, 2003.
нейзильбер, 2 гривны, 2003.
- Ковыль украинский

серебро, 10 гривен, 2010.
нейзильбер, 2 гривны, 2010.
- Любка двухлистная

серебро, 10 гривен, 1999.
нейзильбер, 2 гривны, 1999.
- Модрина польская

серебро, 10 гривен, 2001.
нейзильбер, 2 гривны, 2001.
- Морской конек

серебро, 10 гривен, 2003.
нейзильбер, 2 гривны, 2003.
- Орел степной

серебро, 10 гривен, 1999.
нейзильбер, 2 гривны, 1999.
- Пилохвост украинский

серебро, 10 гривен, 2006.
нейзильбер, 2 гривны, 2006.
- Пресноводный краб

серебро, 10 гривен, 2000.
нейзильбер, 2 гривны, 2000.
- Пугач

серебро, 10 гривен, 2002.
нейзильбер, 2 гривны, 2002.
- Рысь обыкновенная

серебро, 10 гривен, 2001.
нейзильбер, 2 гривны, 2001.
- Слепыш песчаный

серебро, 10 гривен, 2005.
нейзильбер, 2 гривны, 2005.
- Соня садовая

серебро, 10 гривен, 1999.
нейзильбер, 2 гривны, 1999.
- Стерлядь пресноводная

серебро, 10 гривен, 2012.
нейзильбер, 2 гривны, 2012.
- Дрофа

серебро, 10 гривен, 2013.
нейзильбер, 2 гривны, 2013.
- Цикламен косский (Кузнецова)

серебро, 10 гривен, 2014.
нейзильбер, 2 гривны, 2014.
- Кукушкины башмачки настоящие

серебро, 10 гривен, 2016.
нейзильбер, 2 гривны, 2016.
- Перегузня

серебро, 10 гривен, 2017.
нейзильбер, 2 гривны, 2017.
- Марена днепровская

серебро, 10 гривен, 2018.
нейзильбер, 2 гривны, 2018.
- Орлан-белохвост

серебро, 10 гривен, 2019.
нейзильбер, 2 гривны, 2019

## Вне серий
- 10 лет антарктической станции «Академик Вернадский» — нейзильбер, 5 гривен, 2006.
- 10 лет Счётной палате — серебро, 10 гривен, 2006.
- 10-летие Чернобыльской катастрофы

серебро, 2 000 000 карбованцев, 1996.
мельхиор, 200 000 карбованцев, 1996.
- 100 лет «Мотор Сич» — нейзильбер, 5 гривен, 2007.
- 100 лет Киевскому научно-исследовательскому институту судебных экспертиз — биметалл: мельхиор-нордик, 5 гривен, 2013.
- 100 лет Львовскому театру оперы и балета

серебро, 10 гривен, 2000.
нейзильбер, 5 гривен, 2000.
- 100 лет мировой авиации и 70-летие Национального авиационного университета — нейзильбер, 2 гривны, 2003.
- 100 лет Черновицкому музыкально-драматическому театру им. О. Кобылянской — серебро, 10 гривен, 2005.
- 100-летие со дня основания Института виноградарства и виноделия имени В. Е. Таирова — нейзильбер, 2 гривны, 2005.
- 1025-летие крещения Киевской Руси

золото, 100 гривен, 2013. Au 999,9, масса драгоценного металла в чистоте 31,10 г, диаметр 32,0 мм, толщина монеты с гуртом 2,4 мм; гурт монеты «секторальное рифление»; категория качества чеканки «анциркулейтед»; тираж — 1025 шт. Художник: аверс: Таран Владимир, Харук Александр, Харук Сергей; реверс: Скобликова Мария, Кузьмин Александр. Скульптор: Иваненко Святослав, Демьяненко Владимир.
серебро, 20 гривен, 2013.
нейзильбер, 5 гривен, 2013.
- 140-летие Всеукраинского общества «Просвита» имени Тараса Шевченко — биметалл: мельхиор-нордик, 5 гривен, 2008.
- 150 лет Центральному государственному историческому архиву Украины — биметалл: мельхиор-нордик, 5 гривен, 2003.
- 150-летие деятельности украинских железных дорог — серебро, 20 гривен, 2011.
- 165 лет Астрономической обсерватории Киевского национального университета — нейзильбер, 5 гривен, 2010.
- 20 лет СНГ — нейзильбер, 2 гривны, 2011.
- 200 лет курортам Крыма — нейзильбер, 5 гривен, 2007.
- 200 лет Никитскому ботаническому саду

серебро, 50 гривен, 2012.
нейзильбер, 5 гривен, 2012.
- 300 лет Давиду Гурамишвили — нейзильбер, 2 гривны, 2005.
- 50 лет вхождения Крыма в состав Украины — биметалл: мельхиор-нордик, 5 гривен, 2004.
- 50 лет КБ «Южное» — нейзильбер, 5 гривен, 2004.
- 50 лет Киевгорстрою — нейзильбер, 2 гривны, 2005.
- 50 лет членства Украины в ЮНЕСКО — биметалл: мельхиор-нордик, 5 гривен, 2004.
- 50-летие Общей декларации прав человека — нейзильбер, 2 гривны, 1998.
- 50-летие Организации Объединённых Наций (ООН)

серебро, 2 000 000 карбованцев, 1996.
мельхиор, 200 000 карбованцев, 1996.
- 50-летие основания Национальной премии Украины имени Тараса Шевченко — нейзильбер, 5 гривен, 2011.
- 60 лет Национальному музею Т. Г. Шевченко — нейзильбер, 5 гривен, 2009.
- 60 лет Совету Европы — биметалл: мельхиор-нордик, 5 гривен, 2009.
- 60 лет членства Украины в ООН — серебро, 10 гривен, 2005.
- 600-летие Грюнвальдской битвы — серебро, 20 гривен, 2010.
- 70-летие Днепровской ГЭС — биметалл: мельхиор-нордик, 5 гривен, 2002.
- 75 лет Киевскому академическому театру оперетты — серебро, 10 гривен, 2009.
- XVI ежегодняя сессия Парламентской ассамблеи Организации по безопасности и сотрудничеству в Европе — биметалл: мельхиор-нордик, 5 гривен, 2007.
- Атомная энергетика Украины — нейзильбер, 2 гривны, 2004.
- В честь визита на Украину Вселенского Патриарха Варфоломея І — серебро, 50 гривен, 2008.
- Всемирный год летучей мыши — нейзильбер, 5 гривен, 2012.
- Героическая оборона Севастополя 1854—1856 годов — серебро, 10 гривен, 2004.
- Голодомор

серебро, 20 гривен, 2007.
нейзильбер, 5 гривен, 2007.
- Гопак

серебро, 10 гривен, 2011.
нейзильбер, 5 гривен, 2011.
- Добро — детям — нейзильбер, 2 гривны, 2001.
- Ежегодные сборы Совета Управляющих ЕБРР в Киеве в 1998 году — нейзильбер, 2 гривны, 1998.
- К 200-летию С. Гулака-Артемовского — серебро, 20 гривен, 2013.
- Кача — этап истории отечественной авиации — нейзильбер, 5 гривен, 2012.
- Киевская Контрактовая ярмарка — серебро, 20 гривен, 1997.
- Ледокол «Капитан Белоусов»

серебро, 10 гривен, 2004.
нейзильбер, 5 гривен, 2004.
- Материнство — серебро, 5 гривен, 2013.
- Международный год астрономии

серебро, 100 гривен, 2009.
нейзильбер, 5 гривен, 2009.
- Международный год лесов

мельхиор-нордик, 5 гривен, 2011.
серебро, 5 гривен, 2011.
- Монеты Украины — нейзильбер, 2 гривны, 1997.
- На путях к независимости. Украинско-шведские военно-политические союзы XVII—XVIII вв. — серебро, 10 гривен, 2008.
- Остров Хортица на Днепре — колыбель украинского казачества — серебро, 50 гривен, 2010.
- По произведению Леси Украинки «Лесная песня» — серебро, 20 гривен, 2011.
- По произведению Н. В. Гоголя «Вечера на хуторе близ Диканьки» — серебро, 50 гривен, 2009.
- Последний путь Кобзаря (к 150-летию перезахоронения Т. Г. Шевченко) — нейзильбер, 5 гривен, 2011.
- Сорочинская ярмарка

серебро, 20 гривен, 2005.
нейзильбер, 5 гривен, 2005.
- Софиевка — мельхиор, 2 гривны, 1996.
- Тысячелетие монетной чеканки в Киеве — серебро, 20 гривен, 2008.
- Украинская лирическая песня

серебро, 10 гривен, 2012.
нейзильбер, 5 гривен, 2012.
- Украинская писанка

серебро, 20 гривен, 2009.
нейзильбер, 5 гривен, 2009.
- Украинский балет — золото, 50 гривен, 2010.
- Украинское врачебное общество — нейзильбер, 2 гривны, 2010.
- Чистая вода — источник жизни

серебро-золото, 20 гривен, 2007.
мельхиор-нордик, 5 гривен, 2007.
- Чумацкий шлях (Млечный путь). — серебро, 20 гривен, 2007.
- Архистратиг Михаил, группа золотых и серебряных монет, которые Национальный банк Украины относит к инвестиционным монетам

золото, 20 гривен, Au 999,9, масса драгоценного металла в чистоте 31,10 г, диаметр 32,0 мм, толщина монеты с гуртом 2,4 мм; гурт монеты «секторальное рифление»; категория качества чеканки «анциркулейтед»; год чеканки — 2011; тираж — 1500 шт.
золото, 10 гривен, Au 999,9, масса драгоценного металла в чистоте 15,55 г, диаметр 25,0 мм, толщина монеты с гуртом 2,0 мм; гурт монеты «секторальное рифление»; категория качества чеканки «анциркулейтед»; год чеканки — 2012; тираж — 2500 шт.
золото, 5 гривен, 2011.
золото, 2 гривен, 2012.
серебро, 1 гривна, 2011.